# أغوستين فيلار
أغوستين فيلار (بالإسبانية: Agustín Villar Hernando)‏ (8 يوليو 1982 في إسبانيا - 26 يوليو 2013 في إسبانيا) هو لاعب كرة قدم إسباني في مركز الوسط. لعب مع ريال بلد الوليد ب وريال بلد الوليد ونادي سمورة ونادي غيخيليو ونادي فيسينداريو.

## وصلات خارجية
- أغوستين فيلار على موقع قاعدة بيانات كرة القدم.إي يو (الإنجليزية)
- أغوستين فيلار على موقع AS.com (الإسبانية)